# 법계
법계(法系)는 인종·민족·문명권에 기초를 둔 법질서의 계통을 말한다. 로마법계·영미법계·대륙법계와 같은 것이다. 법계는 성립시의 민족이나 국가에서의 모법이 그 밖의 민족·국가의 자법(子法)으로 계수되어 계통을 형성한다. 영법(英法)은 미법(美法)이나 영연방국법(英聯邦國法)에 계수되어 영미법계를 형성하고 있다. 로마법은 독일법과 프랑스법으로, 후자는 다시 한국·일본에 계수되어 로마법계·대륙법계를 형성하고 있다. 이와 같이 법계는 모법을 탄생시킨 민족과 관계없이 존속하는데, 고대 동방 여러 법계(古代東方諸法系 : 이집트·설형문자·헤브라이법)와 같이 민족의 멸망·쇠퇴와 더불어 운명을 같이 하는 것도 있다.
법계의 존멸(存滅)은 모법 민족의 존멸과 무관계인 것은 아니나 각 법계의 합리성 및 적응성에 연유하는 바가 크다. 로마법이 유럽 대륙에서 보통법으로 계수되어 근대의 대륙 여러 법전으로서 발전하고, 또 영법이 스스로 근대화를 수행하여 영미법계를 형성한 것도 법계 속에 합리성과 시대 적응성이 있었기 때문이다.

## 대륙법계
대륙법계는 독일과 프랑스를 중심으로 유럽 대륙 제국에 형성·발전한 성문법(典) 형식의 법계이다. 판례법주의의 영미법계와 대조적이며, 한국도 구한말(舊韓末)부터 이 대륙법을 계수하였다. 대륙법은 근세 초기에 로마법을 계수하여 형성된 보통법을 본보기로 하였다. 이것을 체계적 법전에 성문화시킨 독일 민법전이며 나폴레옹 법전이 그 대표적인 것이다. 이탈리아·에스파냐·벨기에·스위스 등의 제국도 이들과 마찬가지로 성문법주의를 채용하고 있다.

## 영미법계
영미법계는 독일·프랑스 등의 대륙법계에 대비해서 영국과 그 연방 제국 및 미국에서 시행되고 있는 법계(法系)이다. 성문법주의의 대륙법에 반해 영미법은 판례법주의를 특색으로 한다. 같은 게르만법에서 유래하였으면서도 앵글로 색슨 부족법에 기원하는 영법(英法)이 대륙법만큼 로마법의 영향을 받지 아니하고 보존되었으며 또 미국법으로서 현저히 발전하였으므로 영미법은 앵글로 색슨법이라고도 불린다. 여전히 판례법주의를 원칙으로 하지만 근년 성문법의 중요성이 증가되었다.

## 같이 보기
- 법 체계
- 세계의 법계